# Кафетци, Иоанна
Яннула «Иоанна» Кафетци (греч. Γιαννούλα „Ιωάννα“ Καφετζή; род. 30 мая 1976, Неа-Иония) — греческая легкоатлетка, специализирующаяся в спринте и прыжках в длину. Кафетци завоевала бронзовую медаль в составе женской эстафеты 4 по 100 м на Средиземноморских играх 2001 года в Тунисе. В дальнейшем она сосредоточилась на соревнованиях по прыжкам в длину, став участницей на домашних летних Олимпийских играх 2004 года. За свою спортивную карьеру Кафетци показала личный рекорд 6,71 м в прыжках в длину на международном турнире в Ханье.

## Биография
Яннула Кафетци родилась 30 мая 1976 года.

## Карьера

### Олимпийские игры
Кафетци, наряду со Стилиани Пилату и Ники Ксанту, участвовала в прыжках в длину на домашних для себя летних Олимпийских играх 2004 года в Афинах. За два месяца до Игр она прыгнула на 6,71 метра, установив свой личный рекорд. Это произошло на международных соревнованиях в Ханье. Результат Иоанны позволил выполнить норматив для участия на Олимпийских играх, благодаря чему она вошла в состав сборной Греции. Во время предварительных соревнований в Афинах Кафетци порадовала родных зрителей прыжком на 6,49 метра с первой попытки. Тем не менее, два оставшихся прыжка не получились: во втором спортсменка заступила, а третий оказался слабее первого. Кафетци заняла в квалификации лишь семнадцатое место, и для попадание в число двенадцати финалисток ей не хватило шести сантиметров.

### Чемпионат мира 2005
Кафетци представляла Грецию на чемпионате мира по легкой атлетике 2005 года, но снова не вышла в финальный раунд. Кафетци выступала в квалификационной группе B, заняв 11-е место с результатом 6,31 м во второй попытке, тогда как первая и третья оказались неудачными.